# 18148 Bellier
18148 Bellier este un asteroid din centura principală de asteroizi.

## Descriere
18148 Bellier este un asteroid din centura principală de asteroizi. A fost descoperit pe 29 iulie 2000 la Stația Anderson Mesa în cadrul programului LONEOS. Asteroidul prezintă o orbită caracterizată de o semiaxă mare de 3,14 ua, o excentricitate de 0,14 și o înclinație de 1,2° în raport cu ecliptica.